# Identify (film)
Pour plus de détails, voir Fiche technique et Distribution.
Identify (Kill Command en VO) est un film britannique réalisé par Steven Gomez, sorti en 2016.
Le film se déroule à l'heure de l'avènement de la robotique. Il est mis au point le projet S.A .R : des robots dotés d'intelligence artificielle et autonomes au combat. Appelés à les rencontrer, le Capitaine Bukes et ses hommes se rendent sur l'île d'entrainement, guidés par la jeune humanoïde, Mills. Lorsque les robots décident de prendre eux-mêmes leur contrôle, l'entrainement tourne à l'affrontement. Le futur de l'humanité est en jeu.

## Synopsis
Dans un futur proche technologiquement avancé, Katherine Mills, une cyborg travaillant pour Harbinger Corporation, découvre une anomalie de reprogrammation concernant un système d'AI militaire situé au centre de formation Harbinger I, une île d'entraînement militaire secrète. Elle rencontre le capitaine Damien Bukes et son équipe composée de Drifter, Robinson, Cutbill, Goodwin, Hackett et Loftus - qui ont tous été affectés à une mission de formation de deux jours à Harbinger I.
À leur arrivée, l'équipe remarque que les communications globales ont été désactivées, les limitant à un accès local uniquement. Ils découvrent des drones de surveillance autonomes qui les surveillent. L'équipe commence sa mission d'éliminer les menaces AI. La première rencontre s'avère facile pour l'équipe qui élimine les drones depuis un poste d'observation. Pendant la bataille, Mills découvre une unité S.A.R. (Study Analyze Reprogram) avancée, S.A.R.-003, mais ne peut pas y accéder.
Cette nuit-là, Drifter et Mills discutent de leur passé et du mépris de Bukes pour elle. Plus tard dans la nuit, Loftus est tué par l'unité S.A.R. . Le lendemain, ils découvrent le corps de Loftus à l'endroit de la première rencontre. Les drones prennent le poste d'observation initial de l'équipe et tuent Hackett. Ils découvrent que l'A.I. s'adapte et apprend d'eux. Bukes flanque deux drones, qui se dispersent aussitôt. Plus tard, l'unité S.A.R. capture Cutbill et le fait abattre par un autre drone. Les drones attaquent à nouveau le groupe et Bukes et Mills sont séparés de Drifter, Robinson et Goodwin. Cette nuit-là, l'unité S.A.R. découvre Bukes et Mills inconscient; il "se connecte" avec Mills et s'en va.
Le lendemain, l'équipe tente de quitter la zone d'entraînement, mais elle est attaquée par la fumée et les coups de feu. Drifter est abattu et empalé par l'unité S.A.R. . Bukes achève Drifter avant l'unité S.A.R. le fasse. L'équipe s'échappe dans le complexe barrière et découvre que l'A.I. a tué tous les employés. Mills active une autre unité S.A.R. pour apprendre que S.A.R-003 a reprogrammé l'A.I. afin d'utiliser la force létale pour améliorer la motivation des soldats et a envoyé les soldats à Harbinger I de son propre chef. S.A.R-003 et d'autres unités franchissent la porte de la barrière alors que l'équipe restante s'échappe par l'arrière. Mills découvre un appareil EMP qui peut être utilisé pour arrêter le S.A.R. mais pourrait aussi la tuer ou effacer son esprit.
Bukes, Mills, Robinson et Goodwin placent des explosifs pour se préparer à un siège. Le lendemain, les drones de l'A.I. attaquent l'installation. L'équipe détruit plus de la moitié des drones, mais Robinson est tué dans la fusillade qui s'ensuit. Alors que S.A.R-003 s'approche de l'équipe, Mills fait exploser l'EMP, se neutralisant ainsi que le drone. L'unité S.A.R. se réveille et attaque Bukes et Mills. Mills utilise le fusil de sniper de Robinson dans le bâtiment pour détruire l'unité S.A.R. ; S.A.R. cependant télécharge son programme dans Mills avant de s'éteindre et Mills perd connaissance. Quelques heures plus tard, un trirotor arrive pour secourir les survivants. Alors que Bukes et Goodwin s'approche de l'avion, Mills se réveille avec le protocole de mission de S.A.R-003.

## Fiche technique
- Titre original : Kill command
- Réalisation : Steven Gomez
- Scénario : Steven Gomez
- Photographie : Simon Dennis
- Montage : Alex Mackie
- Direction artistique : James Lapsley
- Décors : Laurel Wear
- Société de production :
- Producteur(s) : Allan Niblo,  Rupert Preston, James Richardson, Jim Spencer
- Pays d'origine :  Royaume-Uni
- Genre : Film de science-fiction, Film d'horreur, Film d'action
- Langue originale : anglais
- Durée : 104 minutes (1 h 44)
- Dates de sortie : 16 mai 2016

## Distribution
- Vanessa Kirby : Mills
- Thure Lindhardt :  Captain Bukes
- David Ajala (en) (VF : Namakan Koné) : Drifter
- Ken Stott : Stanley Best
- Tom McKay : Cutbill
- Deborah Rosan
- Bentley Kalu
- Mike Noble
- Osi Okerafor (VF : Juan Llorca) : Loftus
- Damian Kell

VF